# Monks Eleigh
Monks Eleigh – wieś w Anglii, w hrabstwie Suffolk, w dystrykcie Babergh. Leży 20 km na zachód od miasta Ipswich i 94 km na północny wschód od Londynu.